# گروشه-لو-والاس
گروشه-لو-والاس (انگلیسی: Gruchet-le-Valasse) یک کمون (فرانسه) در بخش سن-ماریتیم ،دپارتمان‌های فرانسه منطقه نرماندی (ناحیه اداری) در شمال فرانسه است).